# Треугольник (шахматы)
«Треуго́льник» — один из способов передачи очереди хода сопернику в окончании партии или этюде с целью поставить его в положение цугцванга. Один из самых простых случаев полей соответствия.

## Пример
|   | a                                                                                      | b                                                                                      | c                                                                                      | d                                                                                      | e                                                                                      | f                                                                                      | g                                                                                      | h                                                                                      |   |
| - | -------------------------------------------------------------------------------------- | -------------------------------------------------------------------------------------- | -------------------------------------------------------------------------------------- | -------------------------------------------------------------------------------------- | -------------------------------------------------------------------------------------- | -------------------------------------------------------------------------------------- | -------------------------------------------------------------------------------------- | -------------------------------------------------------------------------------------- | - |
| 8 | c8 чёрный король · a6 чёрная пешка · c6 белая пешка · a5 белая пешка · d5 белый король | c8 чёрный король · a6 чёрная пешка · c6 белая пешка · a5 белая пешка · d5 белый король | c8 чёрный король · a6 чёрная пешка · c6 белая пешка · a5 белая пешка · d5 белый король | c8 чёрный король · a6 чёрная пешка · c6 белая пешка · a5 белая пешка · d5 белый король | c8 чёрный король · a6 чёрная пешка · c6 белая пешка · a5 белая пешка · d5 белый король | c8 чёрный король · a6 чёрная пешка · c6 белая пешка · a5 белая пешка · d5 белый король | c8 чёрный король · a6 чёрная пешка · c6 белая пешка · a5 белая пешка · d5 белый король | c8 чёрный король · a6 чёрная пешка · c6 белая пешка · a5 белая пешка · d5 белый король | 8 |
| 7 | c8 чёрный король · a6 чёрная пешка · c6 белая пешка · a5 белая пешка · d5 белый король | c8 чёрный король · a6 чёрная пешка · c6 белая пешка · a5 белая пешка · d5 белый король | c8 чёрный король · a6 чёрная пешка · c6 белая пешка · a5 белая пешка · d5 белый король | c8 чёрный король · a6 чёрная пешка · c6 белая пешка · a5 белая пешка · d5 белый король | c8 чёрный король · a6 чёрная пешка · c6 белая пешка · a5 белая пешка · d5 белый король | c8 чёрный король · a6 чёрная пешка · c6 белая пешка · a5 белая пешка · d5 белый король | c8 чёрный король · a6 чёрная пешка · c6 белая пешка · a5 белая пешка · d5 белый король | c8 чёрный король · a6 чёрная пешка · c6 белая пешка · a5 белая пешка · d5 белый король | 7 |
| 6 | c8 чёрный король · a6 чёрная пешка · c6 белая пешка · a5 белая пешка · d5 белый король | c8 чёрный король · a6 чёрная пешка · c6 белая пешка · a5 белая пешка · d5 белый король | c8 чёрный король · a6 чёрная пешка · c6 белая пешка · a5 белая пешка · d5 белый король | c8 чёрный король · a6 чёрная пешка · c6 белая пешка · a5 белая пешка · d5 белый король | c8 чёрный король · a6 чёрная пешка · c6 белая пешка · a5 белая пешка · d5 белый король | c8 чёрный король · a6 чёрная пешка · c6 белая пешка · a5 белая пешка · d5 белый король | c8 чёрный король · a6 чёрная пешка · c6 белая пешка · a5 белая пешка · d5 белый король | c8 чёрный король · a6 чёрная пешка · c6 белая пешка · a5 белая пешка · d5 белый король | 6 |
| 5 | c8 чёрный король · a6 чёрная пешка · c6 белая пешка · a5 белая пешка · d5 белый король | c8 чёрный король · a6 чёрная пешка · c6 белая пешка · a5 белая пешка · d5 белый король | c8 чёрный король · a6 чёрная пешка · c6 белая пешка · a5 белая пешка · d5 белый король | c8 чёрный король · a6 чёрная пешка · c6 белая пешка · a5 белая пешка · d5 белый король | c8 чёрный король · a6 чёрная пешка · c6 белая пешка · a5 белая пешка · d5 белый король | c8 чёрный король · a6 чёрная пешка · c6 белая пешка · a5 белая пешка · d5 белый король | c8 чёрный король · a6 чёрная пешка · c6 белая пешка · a5 белая пешка · d5 белый король | c8 чёрный король · a6 чёрная пешка · c6 белая пешка · a5 белая пешка · d5 белый король | 5 |
| 4 | c8 чёрный король · a6 чёрная пешка · c6 белая пешка · a5 белая пешка · d5 белый король | c8 чёрный король · a6 чёрная пешка · c6 белая пешка · a5 белая пешка · d5 белый король | c8 чёрный король · a6 чёрная пешка · c6 белая пешка · a5 белая пешка · d5 белый король | c8 чёрный король · a6 чёрная пешка · c6 белая пешка · a5 белая пешка · d5 белый король | c8 чёрный король · a6 чёрная пешка · c6 белая пешка · a5 белая пешка · d5 белый король | c8 чёрный король · a6 чёрная пешка · c6 белая пешка · a5 белая пешка · d5 белый король | c8 чёрный король · a6 чёрная пешка · c6 белая пешка · a5 белая пешка · d5 белый король | c8 чёрный король · a6 чёрная пешка · c6 белая пешка · a5 белая пешка · d5 белый король | 4 |
| 3 | c8 чёрный король · a6 чёрная пешка · c6 белая пешка · a5 белая пешка · d5 белый король | c8 чёрный король · a6 чёрная пешка · c6 белая пешка · a5 белая пешка · d5 белый король | c8 чёрный король · a6 чёрная пешка · c6 белая пешка · a5 белая пешка · d5 белый король | c8 чёрный король · a6 чёрная пешка · c6 белая пешка · a5 белая пешка · d5 белый король | c8 чёрный король · a6 чёрная пешка · c6 белая пешка · a5 белая пешка · d5 белый король | c8 чёрный король · a6 чёрная пешка · c6 белая пешка · a5 белая пешка · d5 белый король | c8 чёрный король · a6 чёрная пешка · c6 белая пешка · a5 белая пешка · d5 белый король | c8 чёрный король · a6 чёрная пешка · c6 белая пешка · a5 белая пешка · d5 белый король | 3 |
| 2 | c8 чёрный король · a6 чёрная пешка · c6 белая пешка · a5 белая пешка · d5 белый король | c8 чёрный король · a6 чёрная пешка · c6 белая пешка · a5 белая пешка · d5 белый король | c8 чёрный король · a6 чёрная пешка · c6 белая пешка · a5 белая пешка · d5 белый король | c8 чёрный король · a6 чёрная пешка · c6 белая пешка · a5 белая пешка · d5 белый король | c8 чёрный король · a6 чёрная пешка · c6 белая пешка · a5 белая пешка · d5 белый король | c8 чёрный король · a6 чёрная пешка · c6 белая пешка · a5 белая пешка · d5 белый король | c8 чёрный король · a6 чёрная пешка · c6 белая пешка · a5 белая пешка · d5 белый король | c8 чёрный король · a6 чёрная пешка · c6 белая пешка · a5 белая пешка · d5 белый король | 2 |
| 1 | c8 чёрный король · a6 чёрная пешка · c6 белая пешка · a5 белая пешка · d5 белый король | c8 чёрный король · a6 чёрная пешка · c6 белая пешка · a5 белая пешка · d5 белый король | c8 чёрный король · a6 чёрная пешка · c6 белая пешка · a5 белая пешка · d5 белый король | c8 чёрный король · a6 чёрная пешка · c6 белая пешка · a5 белая пешка · d5 белый король | c8 чёрный король · a6 чёрная пешка · c6 белая пешка · a5 белая пешка · d5 белый король | c8 чёрный король · a6 чёрная пешка · c6 белая пешка · a5 белая пешка · d5 белый король | c8 чёрный король · a6 чёрная пешка · c6 белая пешка · a5 белая пешка · d5 белый король | c8 чёрный король · a6 чёрная пешка · c6 белая пешка · a5 белая пешка · d5 белый король | 1 |
|   | a                                                                                      | b                                                                                      | c                                                                                      | d                                                                                      | e                                                                                      | f                                                                                      | g                                                                                      | h                                                                                      |   |

Классический пример действия «треугольника» приведён на диаграмме. При своём ходе чёрные проигрывают, так как на 1… Крс7 решает 2. Крс5, а на 1… Крd8 2. Крd6 Крс8 3. с7 и т. д.
Передача очереди хода чёрным достигается путём маневрирования белого короля в «треугольнике» с4-d4-d5:
1. Крd4 [c4] Крd8
2. Крс4 [d4] Крс8
3. Крd5.